# William Arrol
William Arrol (1839-1913) fue un Ingeniero de Caminos, Canales y Puertos escocés, constructor de puentes, y político del Partido Liberal del Reino Unido.
Nacido en Houston, Renfrewshire, comenzó a trabajar en una empresa de algodón cuando tenía sólo nueve años. A los trece pasó a trabajar como aprendiz de herrero, estudiando mecánica e hidráulica en una escuela nocturna. En 1863 se unió a una compañía constructora de puentes de Glasgow, creando su propio negocio en 1872, Dalmarnock Iron Works, en las afueras al este de la ciudad. 
A finales de los setenta fundó Sir William Arrol & Co., una de las empresas líderes del negocio de la Ingeniería civil de su época. Con ella, llevaría a cabo puentes tan importantes como el Tay Bridge, puente férreo de aproximadamente tres kilómetros y medio ubicado entre la ciudad de Dundee y el suburbio de Wormit, en Fife, o el Forth Bridge puente férreo, también, de una longitud de 14 kilómetros, situado en Edimburgo.
Sin embargo, el puente más notable en cuyo diseño y construcción participó fue el Puente de la Torre de Londres, de 1894, junto con John Jackson, Baron Armstrong, William Webster y Herbert Bartlett.